# 消災吉祥經
《消災吉祥經》，全称为《大威德明王法性金輪佛頂熾盛光如來消除一切災難吉祥陀羅尼經》，又名《佛说炽盛光大威德消灾吉祥陀罗尼经》、《大威德消災吉祥陀羅尼經》，為大威德明王法性金輪佛頂熾盛光如來佛頂法的根本聖密儀規（根規）。该经共1卷，由唐朝不空譯成汉语。唐宋时期，密宗炽盛光佛（如来）信仰非常流行，当时人们认为九曜皆能致人祸患，认为持颂此经咒可以攘除灾星恶曜，故非常崇信炽盛光佛，产生大量炽盛光佛降九曜题材的壁画、绘画作品（例如敦煌莫高窟藏经洞发现的《炽盛光佛并五星图》）。

## 简介
《大威德明王法性金輪佛頂熾盛光如來消除一切災難吉祥陀羅尼經》以金剛法界釋迦佛法性金剛法自性的金剛佛體，教化眾生的金剛“自性輪身”、顯現金剛法界釋迦佛金剛法性身，而以正法教化眾生的金剛“正法輪身”、為教化難以化度的眾生而顯現的金剛大忿怒相的金剛“教令輪身”。该经为大威德明王法性金輪佛頂熾盛光如來佛頂法的根本儀規，昇起大用的金剛大忿怒相的金剛“教令輪身”，乃是金剛法界釋迦佛金剛法性所化現，體現了釋迦牟尼佛極終善性的慈悲和智慧的一種特殊的大慈悲。